# Hannes Schmidhauser
Hannes Schmidhauser (Locarno, 9 settembre 1926 – 29 gennaio 2000) è stato un calciatore, attore, sceneggiatore regista svizzero, di ruolo difensore.

## Carriera

### Club
Ha sempre giocato nel campionato svizzero.

### Nazionale
Ha collezionato 13 presenze con la propria Nazionale.

## Filmografia

### Cinema
- Uli der Knecht, regia di Franz Schnyder (1954)
- Uli, der Pächter, regia di Franz Schnyder (1955)
- S'Waisechind vo Engelberg, regia di Hermann Kugelstadt (1956)
- Zwischen uns die Berge, regia di Franz Schnyder (1956)
- SOS Gletscherpilot, regia di Victor Vicas (1959)
- Der Mustergatte, regia di Karl Suter (1959)
- Hinter den sieben Gleisen, regia di Kurt Früh (1959)
- La freccia del giustiziere (Wilhelm Tell), regia di Michel Dickoff (1960)
- Seelische Grausamkeit, regia di Hannes Schmidhauser (1962)
- La vendetta dell'uomo invisibile (Der Unsichtbare), regia di Raphael Nussbaum (1963)
- Muori lentamente... te la godi di più (Mister Dynamit - Morgen küßt euch der Tod), regia di Franz Josef Gottlieb (1967)
- Klassezämekunft, regia di Walter Deuber e Peter Stierlin (1988)
- Family Express, regia di Georges Nicolas Hayek (1990)
- Fondovalle, regia di Paolo Poloni (1998)
- General Sutter, regia di Benny Fasnacht (1999)

### Televisione
- E gfreuti Abrechnig, regia di Ettore Cella - film TV (1961)
- Die hölzerne Schüssel, regia di Kurt Früh - film TV (1965)
- Un detective in pantofole (Ein Fall für Männdli) - serie TV, episodio 1x13 (1973)
- Il ritorno di Arsenio Lupin (Le Retour d'Arsène Lupin) - serie TV, episodio 1x01 (1989)
- Die Direktorin - serie TV (1994)
- Fascht e Familie - serie TV, episodio 2x08 (1996)
- Tatort - serie TV, 1 episodio (1996)
- Diamanten küßt man nicht, regia di Ulrich Stark - film TV (1997)
- Amici per la pelle (Freunde fürs Leben) - serie TV, episodio 6x07 (1997)